# Juan Federico Elmore
Juan Federico Elmore Fernández de Córdoba, (Lima, 24 de junio de 1841 - ?) fue un abogado, jurista, diplomático y catedrático universitario peruano. Fue ministro plenipotenciario en China (1877-1881) y Estados Unidos (1881-1886); y ministro de Relaciones Exteriores de 1891 a 1892. 

## Biografía
Fue hijo del célebre marino Federico Elmore Percy y de Josefa Fernández de Córdoba Almestar. Hermano de Alberto Elmore, abogado y político; y de Teodoro Elmore, ingeniero.
Tenía 12 años de edad cuando fue enviado a los Estados Unidos, donde ingresó a la Universidad de Virginia. Se graduó en distintas facultades y tras seis años de estudios, pasó a Alemania, a la Escuela Politécnica de Hannover. Regresó al Perú y se matriculó en la Facultad de Derecho de la Universidad de San Marcos. Se recibió de abogado y se graduó de doctor en Jurisprudencia, con su tesis sobre el derecho de asilo diplomático (1865).
Inició su carrera docente como catedrático de Derecho Romano y de Economía Política en la Universidad de San Marcos. Con motivo de la apertura del año académico de 1871, pronunció el discurso de orden, donde aludió a la importancia del evolucionismo y del positivismo, documento que ha pasado a ser considerado como el inicio de la irrupción de la filosofía positivista en el Perú. En esa misma línea estuvo José Antonio Barrenechea, decano de la facultad de derecho de San Marcos en esos años, que en su Discurso-Memoria de 1874 reconoció que el positivismo era esencial para poder fundamentar las ciencias sociales.

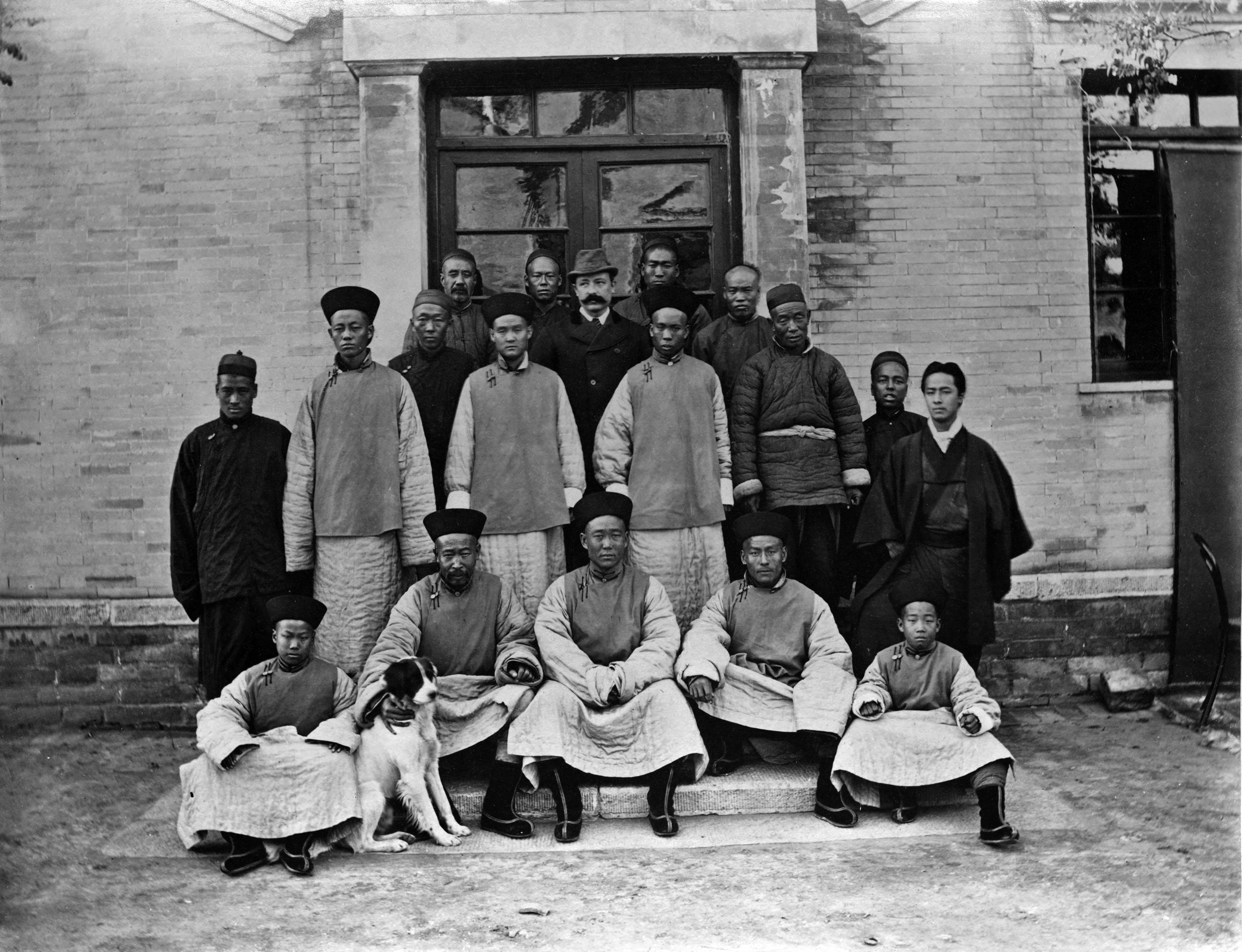
Juan Federico Elmore junto con oficiales chinos.

En 1874 formó parte, con el cargo de secretario, de la misión diplomática enviada a Extremo Oriente, la cual estaba encabezada por el marino Aurelio García y García, y cuyo objetivo era establecer relaciones con Japón y China. Esta misión logró sendos tratados de amistad con dichos países, que contemplaba la creación la instalación de una legación peruana en cada uno de ellos. Elmore fue el designado para ser el primer ministro peruano en China (1877).
Durante la guerra del Pacífico, el gobierno de Francisco García Calderón lo nombró agente confidencial y luego ministro plenipotenciario en los Estados Unidos (1881). Elmore pasó entonces de Hong Kong a Washington D. C.. Su hábil manejo diplomático logró que, inicialmente, la administración estadounidense (entonces encabezada por James A. Garfield) apoyara al gobierno de García Calderón al Perú en su gestión para lograr una paz con Chile sin cesión territorial. El secretario de estado James G. Blaine y el ministro estadounidense en el Perú, Stephen Hurlbut, fueron lo encargados de orientar la política exterior estadounidense en ese sentido. Pero la muerte de Garfield y la salida de Blaine de la secretaría de Estado, con el consiguiente viraje de la política estadounidense, frustraron esa esperanza. El mismo Elmore estaba convencido de que con Blaine se habría mantenido la presión estadounidense sobre Chile y el Perú hubiera obtenido una paz honrosa (1882).
Durante el gobierno de Remigio Morales Bermúdez, Juan Federico Elmore sucedió a su hermano Alberto Elmore como ministro de Relaciones Exteriores, cargo que ejerció de 24 de agosto de 1891 a 30 de junio de 1892. Se mantuvo sucesivamente bajo tres gabinetes: los presididos por Justiniano Borgoño, Federico Herrera y Juan Ibarra.